# Мгла (мифология)
Мгла (лат. Caligo, «мгла») — первоначало в теогонии, которым открывается сочинение «Мифы» Гая Юлия Гигина.
Согласно «Мифам», излагающим неизвестный греческий источник, Мгла породила Хаос, а от Хаоса и Мглы возникли Ночь (Nox), День (Dies), Эреб и Эфир.
А. Ф. Лосев обращает внимание, что при такой схеме пара Эфир — День не появляется из Эреба — Ночи, как у Гесиода, но обе эти пары появляются из более первоначальной потенции Тумана (Caligo), что, по мнению Лосева, делает конструкцию более стройной и указывает, что источник Гигина был более поздним, нежели поэма Гесиода.
В. Г. Рошер называет её первым теогоническим принципом и предполагает, что она соответствует греческому богу Скотосу. Д. О. Торшилов указывает, что такое первоначало более никем не упоминается и предполагает, что в греческом источнике Гигина могло стоять др.-греч. ὀμίχλη.